# Terutung Payung Hulu
Terutung Payung Hulu is een bestuurslaag in het regentschap Aceh Tenggara van de provincie Atjeh, Indonesië. Terutung Payung Hulu telt 297 inwoners (volkstelling 2010).